# Luz estroboscópica
Se denomina luz estroboscópica a una fuente luminosa que emite destellos breves en rápida sucesión.

## Aplicaciones

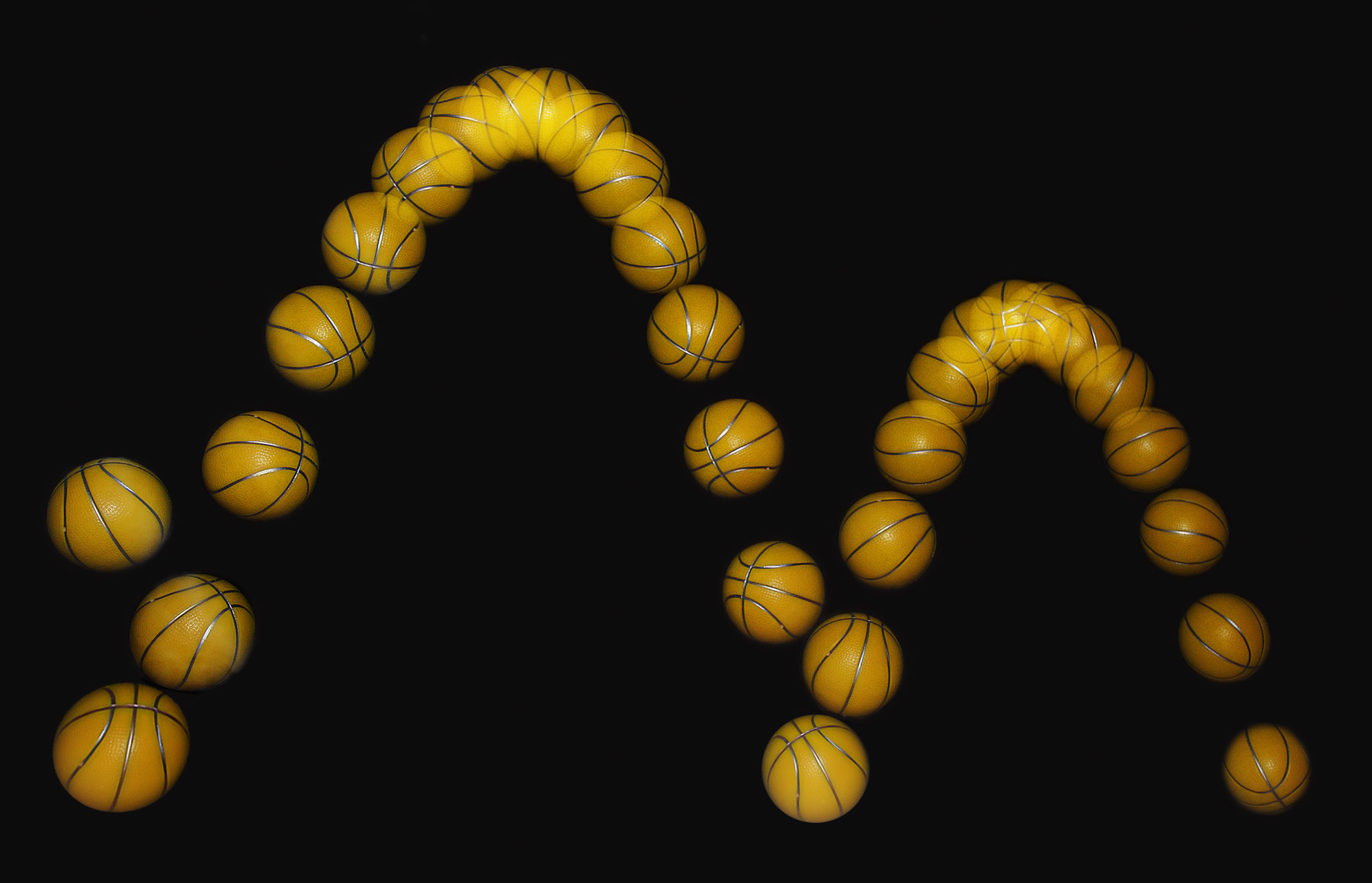
Fotografía del movimiento de una pelota obtenida mediante luz estroboscópica que emite 25 destellos por segundo.

Tiene numerosas aplicaciones, entre ellas la fotografía científica y la señalización de advertencia o peligro. 
Las balizas estroboscópicas, por ejemplo, se utilizan habitualmente como luz de advertencia para señalizar alguna incidencia o anomalía, emiten pequeños destellos intermitentes de color amarillo y se emplean en localizaciones peligrosas.

### Aviación
Las aeronaves disponen de varias luces estroboscópicas que emiten destellos intermitentes:
- Iluminación anticolisión: Consiste en indicadores luminosas de advertencia para evitar una colisión aérea. Pueden ser de color rojo que se ubican en la parte superior e inferior de la aeronave para que sean visibles desde cualquier ángulo o de color blanco que se conocen generalmente como "strobes" y se sitúan en los extremos de las alas.[2]

### Fotografía
Los flashes estroboscópicos pueden emitir miles de destellos por segundo y se utilizan en fotografía científica. Una fotografía de un objeto en movimiento tomada mediante luz estroboscópica, muestra varias imágenes del objeto, cada una de las cuales corresponde a un destello luminoso.

## Lámparas
Las lámparas utilizadas tradicionalmente para producir luz estroboscópica son tubos que contienen xenón en su interior, el cual al estar ionizado es conductor de la electricidad y emite una luz blanca de gran potencia cuando es atravesado por una corriente eléctrica.

## Epilepsia
En determinadas circunstancias, la luz estroboscópica puede desencadenar en personas susceptibles una crisis epiléptica.